# Aeros 2

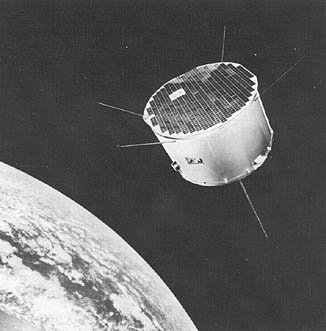
Representação artística de um satélite Aeros em órbita.

O Aeros 2, também conhecido como Aeros B, foi um satélite artificial alemão dedicado ao estudo da atmosfera superior e o espaço exterior. Foi lançado em 16 de julho de 1974 por meio de um foguete Scout a partir da Base da Força Aérea de Vandenberg em uma órbita polar com uma inclinação orbital de 97,4 graus e um perigeu e apogeu iniciais de 220 e 853 km, respectivamente. O satélite reentrou e destruiu-se na atmosfera em 25 de setembro de 1975.

## Características
O satélite tinha a forma de um cilindro de 0,914 metros de diâmetro e 0,71 metros de altura. Era estabilizado por meio rotação a 10 rotações por minuto, com o eixo de rotação orientado para o Sol. A bordo levava cinco experimentos com os quais mediu a temperatura e densidade de elétrons, íons e partículas neutras, a sua composição e o fluxo de raios solares ultravioleta.